# Uracis ovipositrix
Uracis ovipositrix – gatunek ważki z rodziny ważkowatych (Libellulidae). Występuje na terenie Ameryki Południowej.